# Promotor (genetika)

RNA polymeráza se váže na promotor: časný krok v iniciaci zejména bakteriální transkripce

Promotor (symbol: P) je sekvence DNA, na kterou se váže RNA polymeráza či jiné součásti transkripčního aparátu. Tím se obvykle zahájí transkripce konkrétního genu. Obvykle se promotor nachází na začátku tohoto genu, ačkoliv existují i výjimky.
U bakterií se na promotor váže přímo RNA polymeráza, u eukaryot zřejmě spíše transkripční faktory (jako je TATA-binding protein). Obecně však platí, že důležitou součástí promotoru jsou často určité specifické sekvence nukleotidů – například TATA box (40 % všech genů ho má), CAAT box (64 % genů ho má). Některé geny však mají dokonce více promotorů. Povaha promotoru a jeho sekvence určují, jak hodně bude probíhat transkripce.

## Srovnání

### Bakteriální promotory
Na bakteriální promotor se dočasně váže přímo jedna z podjednotek RNA polymerázy, konkrétně tzv. sigma faktor. V promotoru bakterií se nachází dvě důležité oblasti, jedna je „-35“ (35 nukleotidů upstream od „+1“, začátku transkripce), druhá je „-10“ (10 nukleotidů upstream od začátku transkripce). -10 oblast se označuje také jako Pribnowova sekvence a má přibližnou sekvenci TATAAT (podobnou té v eukaryotickém TATA boxu).

### Eukaryotické promotory

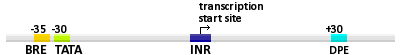
Hlavní části eukaryotického promotoru: BRE (B-rozpoznávající element), TATA (TATA box) a INR (iniciátor)

Eukaryotické promotory jsou místem, kde nasedají různé transkripční faktory, a ty až následně navozují případnou iniciaci transkripce. Konkrétní umístění eukaryotického promotoru je variabilní a závisí mimo jiné na druhu RNA polymerázy. Promotory RNA polymerázy I a II se nachází před geny, RNAP III má promotory mnohdy přímo uvnitř genů. Známou sekvencí, kterou rozeznává RNA polymeráza II, je tzv. TATA box, typicky TATAAAA. S menší jistotou, ale také poměrně často, se kolem TATA boxu nachází ještě tzv. iniciátor. Iniciátor je velmi často nacházen i u genů, které žádný TATA box nemají, a tak zřejmě do jisté míry zastupuje funkci TATA boxu.